# Inderbor
Inderbor (ryska: Индерборский: Inderborskij) är en ort i Kazakstan.   Den ligger i oblystet Atyrau, i den västra delen av landet, 1 400 km väster om huvudstaden Astana. Inderbor ligger 22 meter över havet och antalet invånare är 13 254.
Terrängen runt Inderbor är huvudsakligen platt. Inderbor ligger uppe på en höjd. Runt Inderbor är det mycket glesbefolkat, med två invånare per kvadratkilometer. Det finns inga andra samhällen i närheten. Trakten runt Inderbor består i huvudsak av gräsmarker.